# Восстание в Кайтаго-Табаранском округе (1866)
Восстание в Кайтаго-Табаранском округе в 1866 году — восстание дагестанцев Кайтаго-Табасаранского округа против российских властей. Сопротивленческое движение было быстро и жёстко подавлено ввиду слабой подготовленности и неопытности горских повстанцев.

## Причины
Кайтаго-Табасаранский округ в составе Дагестанской области был образован в 1860 году. Основную часть населения составляли даргинцы (23,8%), кайтагцы (18,6%), табасараны (17,3%), кумыки (15,3%) и азербайджанцы (14,3%). Восстание проходило в горной части округа, из-за чего коснулось только даргино-кайтагской и табасаранской части населения.
В июне 1866 года царская администрация начала реформы местного управления в Кайтаго-Табасаранском округе. Важной частью этого мероприятия было отстранения полковника Ахмед-хана – представителя рода наследственных правителей – уцмиев Кайтага, вместо которого назначался военный российский чиновник.
Несколько джибахнинцев собрали тайное совещание с жителями других даргинских селений округа и составили 2 июля воззвание «От кайтагского джамаата ко всему мусульманскому и правоверному населению», которое они распространили в окрестных общинах – Шуркант, Каттаган, Ицари и Урчамул, где они призывали 3 июля собраться около с. Мижигли. 
На этом собрании главари заявили: 
Русские недавно обложили нас податью, теперь прогнали нашего уцмия Ахмед-хана и сами сели в священном месте Маджалисе. Таким образом, они постепенно дойдут до того, что совершенно нас уничтожат, так как в скором времени нас хотят обезоружить, поэтому нам нужно показать свою силу и выгнать русских из Маджалиса, для чего необходимо без замедления идти туда и уничтожить всех находящихся в Маджалисе русских, восстановить уцмиевский дом, а если Ахмед-хан не захочет опять нами управлять, то мы для этого пригласим Амир-Чобана» (прапорщика Амир-Чобана – племянника бывшего правителя Кайтага полковника Ахмед-хана)».
Так же было составлено воззвание к мусульманам Дагестана, которое зачитывалось перед джамаатами Кайтага и других регионов.
Авторами воззвания были Араб-хан и Мирза-Али-Курбан из Джибахни и Магомед из Харбука.

## Восстание

### Нападение на Маджалис
4 июля 1866 года восставшие направились к Маджалису – центру округа, в 8 часов утра атаковали здание окружного управления и попытались занять селение. Их встретили огнем стрелковой ротой 17-го Кавказского линейного батальона, а также самими жителями Маджалиса. Взятие было предотвращено быстрыми действиями командующего войсками в Южном Дагестане генерала М.Г. Джемарджидзева. Генерал, узнав о восстании, прибыл из Дербента со стрелковой ротой солдат 15-го Кавказского линейного батальона. 
Повстанцы потеряли одного человека убитым и нескольких ранеными.
Быстрыми темпами была сформирована милиция из местного населения. Из Дешлагара, Дербента и Темир-Хан-Шуры на подмогу отправили пехоту. 

### Второе столкновение
5 июля повстанцы собрали в селе Баршамай совещание. Одна часть желала продолжить, другая – прекратить восстание из-за его бесперспективности.
При получении известия о движении колонны русских войск в сторону Маджалиса, «один из зачинщиков энергично речью успел увлечь человек 200, которые спустились к реке… и открыли стрельбу по ротам». В столкновении повстанцы потеряли 2-х человек убитыми и 5 человек ранеными.

### Нападение на Самурский полк
Ночью 6 июля восставшие атаковали пехотинцев Самурского полка. 2-й батальон полка двигался в Маджалис из штаб-квартиры в Дешлагаре. Когда колонна находилась всего в 4-х верстах от Маджалиса, стало темно. Идти через лес было рискованно, из-за чего полковник Солтан решил устроить бивак до рассвета. 
Глубокой ночью толпы кайтагцев тихо подкрались и с диким гиком бросились на бивак, но здесь меры предосторожности были приняты и, быстро перестроившийся, батальон молодецки отбил горцев.
Один унтер-офицер погиб, 4 унтер-офицера и рядовых было ранено, «мятежникам это стоило больших потерь».
6-го числа состоялся очередной совет совещание повстанцев. Подосланные окружным начальником агенты внесли раскол среди повстанцев. 
Два дня после этого повстанцы изредка вступали в перестрелки с войсками. Постепенно в Маджалисе к 13 июля собрали: 2 батальона и рота стрелков Самурского пехотного полка, 21-й стрелковый батальон, батальон и рота стрелков Апшеронского полка, стрелковый батальон и 300 Дагестанского пехотного полка, дивизион и два взвода артиллерии 21-й артиллерийской бригады, а также милиция из Темир-Хан-Шуринского, Кази-Кумухского и Гунибского округов. Согласно другим данным, в Кайтаге было сконцентрировано 30 рот пехоты с 8 орудиями, 45 конных и пеших сотен из всей Дагестанской области. Милиция двинулась в Кайтаго-Табасаранский округ со стороны Даргинского округа, спустившись с гор в тыл к повстанцам. 
Повстанцы поняли, что у них нет сил для сопротивления. «Сосредоточение войск и предупреждения начальства не производили должного влияния на мятежников, тогда командующий войсками счел необходимым двинуться в глубь страны для наказания возмутившихся жителей и восстановления порядка». Только близлежащие к Маджалису общества Кайтага присылали своих представителей для «изъявления покорности».

### Подавление восстания
16 июля отряд карательных войск выступил к селению Карацан «для наказания жителей и восстановления там порядка». От лагеря в Карацане отдельные экспедиции прошли в Джибахни и по всему Кара-Кайтагу. 
25 июля войска вернулись в Маджалис и 28-го отправились в Верхний (Горный) Кайтаг. 
Дойдя до селения Кища и Харбук, войска 1 августа возвратились к месту базирования и 3 августа отправились в с. Шиляги – «это постоянное гнездо возмущения, которое еще волновалось, громко выражая свое неудовольствие».
Если обычно под арест попадали только отдельные участники восстания, то в Шиляги арестовали всех жителей, селение было полностью разрушено 4 августа. В результате карательной экспедиции несколько селений было разорено до основания. 

### Другие районы
Восстание нашло дошло до отдельных общин Аварского округа. Инициаторы выступления во главе с гимринцем Габизат-Магомой (двоюродным племянником имама Шамиля), связались с жителями селений Эрпели, Каранай, Унцукуль и Ашильта. О готовящемся восстании донесли администрации. Предводитель с 6 людьми с семействами были высланы в Сибирь и несколько десятков семейств во внутренние губернии России. Местное выступление было предотвращено быстрым сбором милиции и известием об окончании восстания в Кайтаге. 
Восстание также оно нашло отклик у ближайших соседей в Табасаране. Гасик принимал непосредственное участие в Кайтагском восстании. В Табасаран отправили крупные войска, которые расположились лагерем у села. 
19 августа в этот лагерь вызвали жителей близлежащих селений. Руководители гасикских восставших прибыли без огнестрельного оружия и шашек. Военный начальник М.Г. Джемарджидзев попытался арестовать отдельных жителей Нижнего Гасика – «шихов Мамая, Бая и Керима». Гасикцы с кинжалами напали на генерала и убили его. Были ранены также еще 20 человек, 5 убиты. Нападавшие потеряли 28 человек убитыми и несколько ранеными. Среди убитых были и Мамай и Керим. В наказание за это нападение с. Нижний Гасик было разрушено до основания 24 и 25 августа. В происшествии 19 августа «никто из жителей Табасарани, кроме гасикцев, не принимал враждебного нам участия, а напротив, … оказывало должное содействие в поимке их как в то время, так и после, когда гасикцам удалось убежать из аула и скрыться в лесах, где они после сопротивления были вынуждены сдаться». 
Некоторые повстанцы продолжали борьбу. Гасикцы, напавшие на генерала, сопротивлялись во главе с Баем вплоть до 1 февраля следующего 1867 г., пока он не был убит в перестрелке при попытке задержания в одной пещере. 

## Суд, последствия
Арестованные восставшие были собраны в Дербенте, где производили разбирательство их дел. Часть признали невиновными и отпустили, часть – наказали.
25 июля главные руководители повстанческого движения Уса-Кадий, Мирза-Али-Курбан и Маргу Мирза-бек были повешены в присутствии жителей Кайтага. По локальным источникам, казнили Ису ал-Картали, Мирзу ал-Машадди и Мирзаали ал-Джибахни из селений Карталай, Машаты и Джибахни. Участников ссылали в Сибирь, арестовывали на сроки от 2-х до 5-ти лет, отправляли на поселение во внутренние губернии России под надзор полиции на определенное время. В Сибирь были сосланы Исмаил-кади из Карталая; Ибрагим-кади и Магомед-кади из Харбука; Араб-хан из Джибахни.
На всех жителей округа был наложен штраф. Среди сосланных были отдельные выходцы из селений: Баршамай, Карталай, Харбук, Джинаби, Мижигли, Джавгат, Кулегу, Джибагни, Кулиджи, Машаты, Бажлук, Абдашка, Пиляки. Часть из них умерла вдалеке от родины. Подавляющее число ссылаемых составляли уроженцы Шиляги. После разрушения их селения они были конвоированы в Дешлагар. 10 августа их в числе 185 человек в составе 38 семейств отправили по этапу в Хасавюрт. По дороге 20 шилягинцев заболели холерой, и их было решено отправить морем. Оправдывая высылку шилягинцев, начальник Дагестанской области писал: 
Разрушение селения Шиляги, известного с давних времен своим мятежным духом - имели последствия: совершенную покорность и полное послушание местным властям бывших вольных кайтагских и табасаранских обществ, так недавно еще стремившихся к восстановлению прежней своей независимости
Высланных из Шиляги поселили в деревне Ново-Александровка Братской волости Елисаветградского уезда Херсонской губернии. 
29 марта 1883 г. в Дербенте шилягинец Шехай-Ибрагим от имени своих ссыльных односельчан написал прошение командующему войсками Кавказского округа Дондукову-Корсакову с просьбой о возвращении тех домой. Он указывает, что сослали 220 шилягинцев, из которых сейчас в живых осталось менее 50 с немногим числом родившихся на месте. Отдельные участники восстания (18 человек) по разрешению начальства вернулись на родину в 1868–1880 гг.. Полное возвращение стало возможным благодаря манифесту императора Александра III, который даровал свободу ссыльным из-за восшествия на престол в 1883 году. Архивные данные позволяют сделать вывод о, как минимум, ссылке 239 кайтагцев, из которых 185 были из Шиляги, 54 из других сел, при этом информация неполная. Ничего не известно о судьбе гасикцев, и о том, какое наказание они понесли, помимо уничтожения их селения. В одном из арабоязычных источников указывается, что жителей Нижнего Гасика сослали и что к 1895 году в Нижнем Гасике значится 15 домов с 57 мужчинами и 43 женщинами; в Верхнем Гасике 11 домов с 40 мужчинами и 33 женщинами, а Шиляги вовсе не фиксируется.
Сохранилось арабоязычное описание восстания от неизвестного автора того периода:
Это сообщение о прибытии войска неверных в область (вилайат) Кайтаг и взятии неверными из мусульман, то есть из населения Кайтага, Урчамула и Шурканта множества мужей и повешении из них Исы ал-Картали, Мирзы ал-Машадди и Мирзаали ал-Джибахни. Оставались их войска в гарацанской местности тринадцать дней. Этих мужей отправили в Дербент, и они оставались там год. Затем отправили некоторых из тех мужей домой, некоторых в Сибирь. Затем вернулись из Сибири один за другим с течением времени, а некоторые из них остались там [в виду] смерти. И всё. Произошло это событие в 1283 году [по хиджре]. Вернулся Али сын Кусимухаммада из Сибири во время зимы 1289 года.